# Вельяминова, Екатерина Петровна
Екатерина Петровна Вельяминова (род. 19 декабря 1953, Иркутск, СССР) — советская и российская театральная актриса, заслуженная артистка России.

## Биография
Екатерина Вельяминова родилась 19 декабря 1953 года в Иркутске в театральной семье. В 1976 году окончила Иркутское театральное училище и в том же году вошла в труппу Омского ТЮЗа. В 2020 году присвоено звание «Заслуженный деятель культуры Омской области». С 2021 года служит в омском театре «Галёрка».

### Семья
- Отец — актёр Пётр Вельяминов (1926—2009), народный артист РСФСР.
- Мать — актриса Людмила Вельяминова (1923—2012), заслуженная артистка России.
- Муж — Юрий Орлов, окончил теоретико-композиторский факультет НГК им. М.И. Глинки.
  - Дочери — Наталия Орлова, Серафима Орлова.

## Награды
- Заслуженная артистка России.

## Театральные работы
- «Сказ о Мишке Коршунове, по прозвищу Нахаленок» по М. Шолохову (1981)
- «Роман и Юлька» Г. Щербаковой (1982)
- «Персидская сирень» Н. Коляды (1999)
- «АНДАНТЕ» (три одноактных пьесы Людмилы Петрушевской, 2006)
- «Снежная королева» Х. К. Андерсена
- «Новогодний вальс» М. Бартенева
- «Африканское путешествие доктора Айболита» В. Коростылева
- «Путешествие профессора Тарантоги» С. Лема
- «Страна Андерсена» Ю. Дунского и В. Фрида
- «Необычайный концерт, или Новый год в лесу» Е. Буханова
- «Сказки почтальонов и разбойников» К. Чапека
- «Приключения Буратино» А. Толстого
- «Вор» Э. де Филиппо
- «Пассаж в пассаже» по произведениям Ф. Достоевского
- «Две стрелы» А. Володина
- «Женитьба» Н. Гоголя
- «Деньги для Марии» В. Распутина - женщины у колодца.
- «Ханума» А. Цагарели - Ануш, мать купца.
- «Женитьба Белугина» А. Островского - Нина Александровна Кармина.
- «Не всё коту масленица» А. Островского - Маланья.